# Берёза Радде
Берёза Ра́дде (лат. Betula raddeana) — вид растений рода Берёза (Betula) семейства Берёзовые (Betulaceae), эндемик Кавказа.
Редкое растение, имеющее значительный ареал, но небольшую численность популяции, встречается спорадически. Занесено в Красную книгу России.
Видовое название этот вид берёзы получил в честь русского географа и натуралиста Густава Ивановича Радде (1831—1903).

## Распространение и экология
Берёза Радде произрастает на Кавказе и в Закавказье (на территории Карачаево-Черкесии, Кабардино-Балкарии, Северной Осетии, Ингушетии, Чечни, Дагестана, Азербайджана, Армении и Грузии).
Растёт от нижней части субальпийского пояса (в сосновых, буковых и смешанных лесах) до верхнегорного лесного пояса (в березняках вместе с берёзой Литвинова на высотах 1500—2500 метров над уровнем моря). Формирует также чистые древостои.

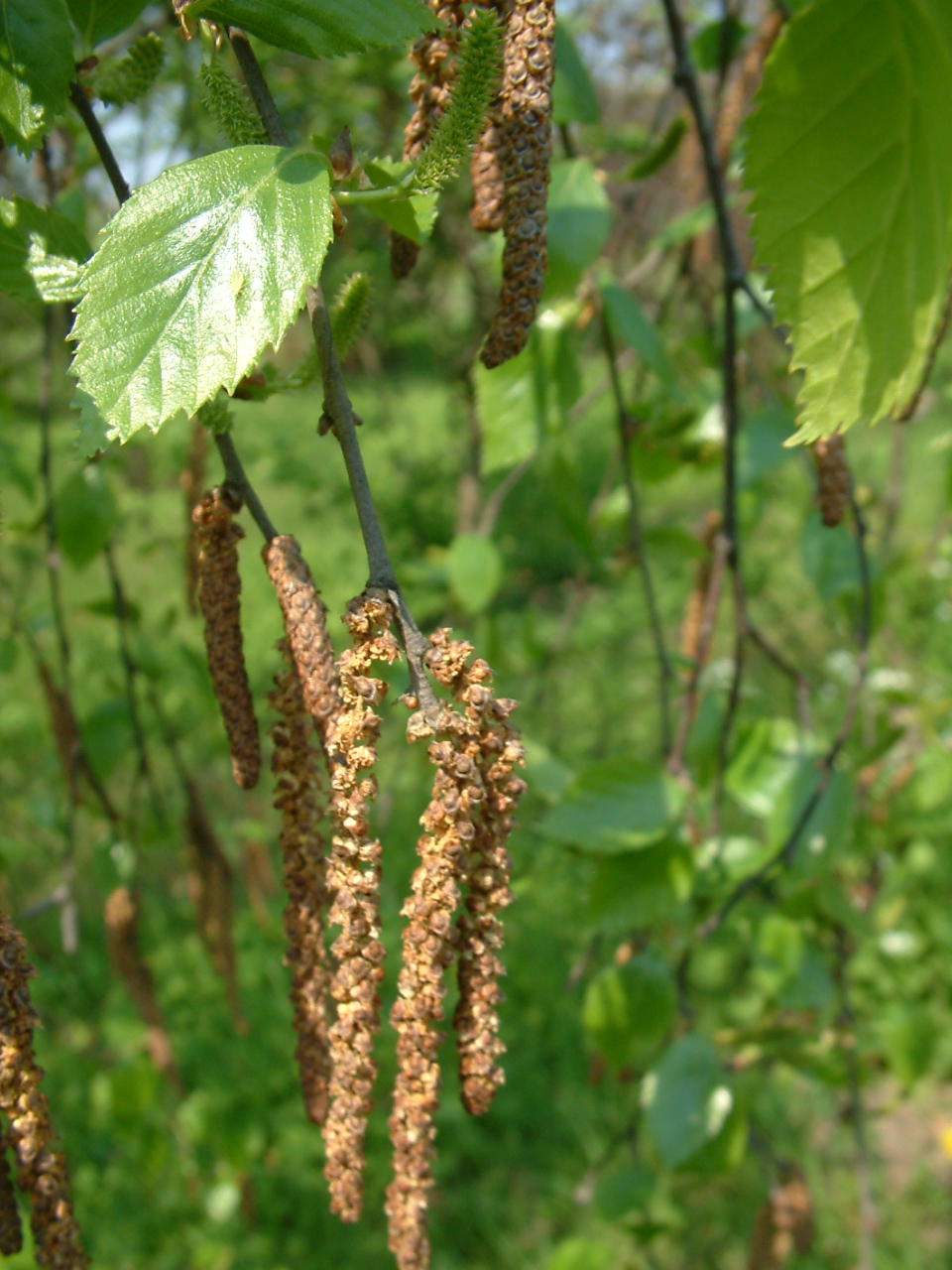
Листья и тычиночные серёжки

## Ботаническое описание
Небольшое дерево высотой 7—8 метров. Кора ствола белая или розоватая, ветви тонкие, тёмно-буроватые, с чечевичками. Молодые годовалые ветки желтовато-бурые, с беловатым бархатистым опушением.
Листья длиной 3—4,5 см, яйцевидные или продолговато-яйцевидные, с заострённой верхушкой и клиновидным или округлым основанием. Край листа неравно острозубчатый. Сверху листовая пластинка голая, зелёная, снизу более светлая, с опушением вдоль жилок и в их углах. Черешки длиной около сантиметра, густо опушённые.
Пыльниковые серёжки тонкие, цилиндрические, длиной 4—6 см, собраны в кисти по 2—3 штуки. Пестичные серёжки одиночные, яйцевидно-эллиптические, 2—2,5 см длиной.
Плод — обратнояйцевидной формы орешек длиной около 3 мм, опушённый на верхушке, с широкими крыльями, по ширине почти равными орешку.

## Значение и применение
Древесина берёзы Радде прочная, упругая, хорошо полируется, но используется очень ограниченно.
На пастбищах поедается скотом; поросль слабо устойчива к выпасу.

## Таксономия
Вид Берёза Радде входит в род Берёза (Betula) подсемейства Берёзовые (Betuloideae) семейства Берёзовые (Betulaceae) порядка Букоцветные (Fagales).
|  |                                      |  |                                                             |                                                             |                     |  | ещё 7 семейств (согласно Системе APG II) | ещё 7 семейств (согласно Системе APG II)                   |                                                            |  |  |  | ещё 1—2 рода        | ещё 1—2 рода     |  |  |
|  |                                      |  |                                                             |                                                             |                     |  | ещё 7 семейств (согласно Системе APG II) | ещё 7 семейств (согласно Системе APG II)                   |                                                            |  |  |  | ещё 1—2 рода        | ещё 1—2 рода     |  |  |
|  |                                      |  |                                                             | порядок Букоцветные                                         |                     |  |                                          |                                                            | подсемейство Берёзовые                                     |  |  |  |                     | вид Берёза Радде |  |  |
|  |                                      |  |                                                             | порядок Букоцветные                                         |                     |  |                                          |                                                            | подсемейство Берёзовые                                     |  |  |  |                     | вид Берёза Радде |  |  |
|  | отдел Цветковые, или Покрытосеменные |  |                                                             |                                                             | семейство Берёзовые |  |                                          |                                                            | род Берёза                                                 |  |  |  |                     |                  |  |  |
|  | отдел Цветковые, или Покрытосеменные |  |                                                             |                                                             |                     |  |                                          |                                                            |                                                            |  |  |  |                     |                  |  |  |
|  |                                      |  | ещё 44 порядка цветковых растений (согласно Системе APG II) | ещё 44 порядка цветковых растений (согласно Системе APG II) |                     |  |                                          | ещё одно подсемейство, Лещиновые (согласно Системе APG II) | ещё одно подсемейство, Лещиновые (согласно Системе APG II) |  |  |  | ещё более 110 видов |                  |  |  |
|  |                                      |  |                                                             | ещё 44 порядка цветковых растений (согласно Системе APG II) |                     |  |                                          |                                                            | ещё одно подсемейство, Лещиновые (согласно Системе APG II) |  |  |  |                     |                  |  |  |